# Harry Nye
Harry Gale Nye (1908-1987) fue un deportista estadounidense que compitió en vela en la clase Star. Ganó cuatro medallas en el Campeonato Mundial de Star entre los años 1938 y 1949.

## Palmarés internacional
| Campeonato Mundial | Campeonato Mundial             | Campeonato Mundial | Campeonato Mundial |
| Año                | Lugar                          | Medalla            | Clase              |
| ------------------ | ------------------------------ | ------------------ | ------------------ |
| 1938               | San Diego (Estados Unidos)     | Medalla de plata   | Star               |
| 1941               | Los Ángeles (Estados Unidos)   | Medalla de plata   | Star               |
| 1942               | Lago Míchigan (Estados Unidos) | Medalla de oro     | Star               |
| 1949               | Chicago (Estados Unidos)       | Medalla de oro     | Star               |